# Paul Halla
Paul Halla (Graz, 10 aprile 1931 – Vienna, 6 dicembre 2005) è stato un calciatore austriaco, di ruolo difensore.

## Carriera
Coin il Rapid Vienna per cinque volte il campionato austriaco (1954, 1956, 1957, 1960, 1964) e per una volta la Coppa d'Austria (1961).

## Palmarès

### Club

#### Competizioni nazionali
- Campionato austriaco: 5

Rapid Vienna: 1953-1954, 1955-1956, 1956-1957, 1959-1960, 1963-1964
- Coppa d'Austria: 1

Rapid Vienna: 1960-1961